# Stupeň B1036 Falconu 9
Stupeň B1036 Falconu 9 je první stupeň rakety Falcon 9 vyráběné společností SpaceX. Poprvé tento první stupeň letěl v červnu 2017 při misi Iridium NEXT 11-20, kdy úspěšně přistál na plošině Just Read the Instructions. Poprvé byla použita nová titanová kormidla, která lépe odolávají teplotě při návratu. Následně byl stupeň zrenovován a použit v prosinci 2017 při misi Iridium NEXT 31-40. To byl také jeho poslední let, protože nebyl učiněn pokus o jeho záchranu.

## Historie letů

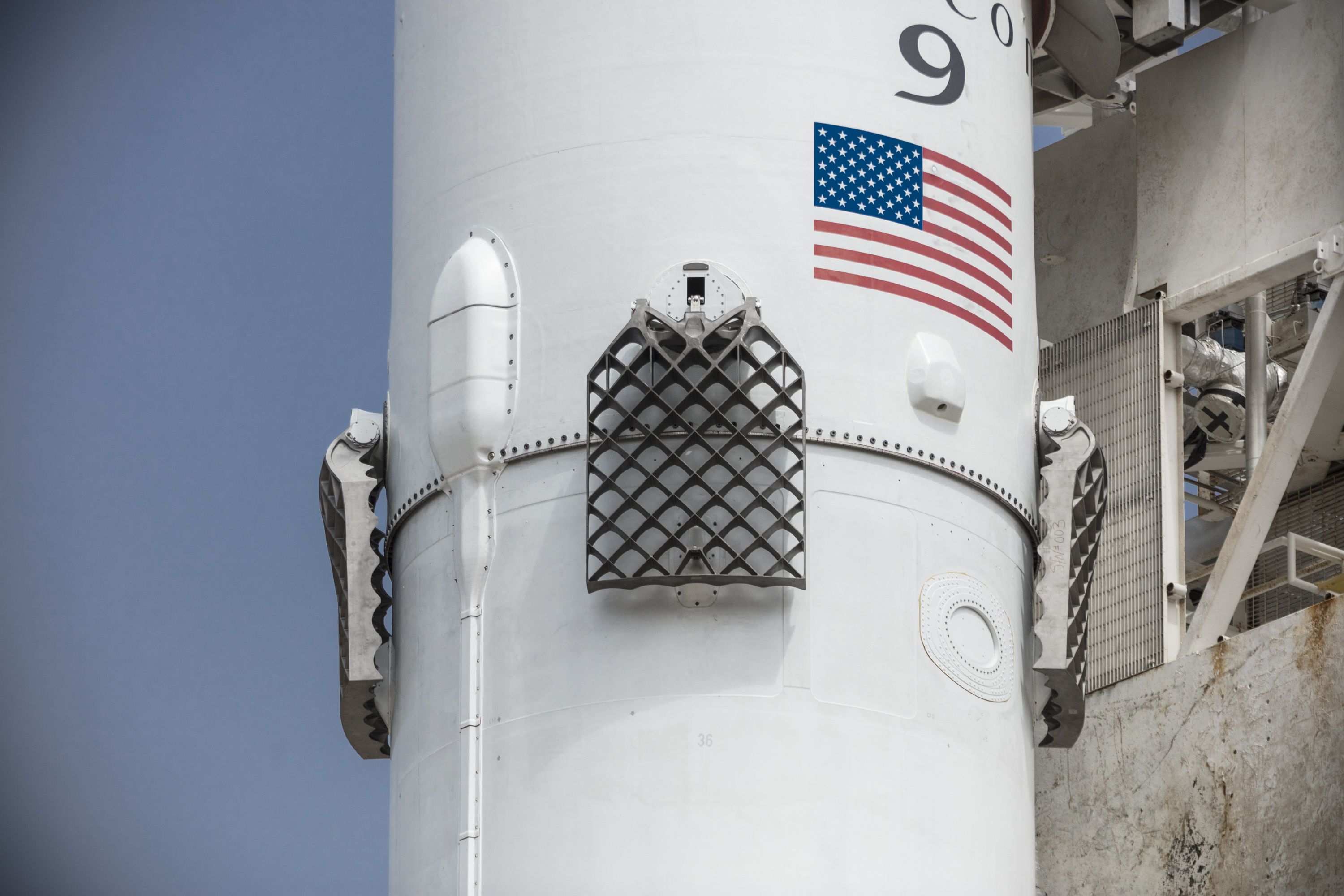
Nová titanová kormidla

| Číslo použití | Datum startu (UTC) | Let číslo | Náklad             | Start | Místo startu | Přistání | Místo přistání | Poznámky                                                              |
| ------------- | ------------------ | --------- | ------------------ | ----- | ------------ | -------- | -------------- | --------------------------------------------------------------------- |
| 1             | 25. června 2017    | 37        | Iridium NEXT 11-20 |       | VAFB SLC-4E  |          | JRTI           | Druhé úspěšné přistání na JRTI.                                       |
| 2             | 23. prosince 2017  | 46        | Iridium NEXT 31-40 |       | VAFB SLC-4E  |          | mořská hladina | Při svém druhém a posledním letu nebyl učiněn pokus o záchranu stupně |